# Prochromadora asupplementa
Prochromadora asupplementa är en rundmaskart som beskrevs av Stephen Donald Hopper 1961. Prochromadora asupplementa ingår i släktet Prochromadora och familjen Chromadoridae. Inga underarter finns listade i Catalogue of Life.